# Of Orcs and Men
 De orcos y hombres es un videojuego de fantasía desarrollado en 2012 por Cyanide Studio para PlayStation 3, Xbox 360 y PC. La gran diferencia con otros videojuegos es que en este los Orcos y los Duendes son los buenos y los hombres son los malos.
La amenaza opresiva del Imperio de los Hombres se cierne sobre los territorios de los Orcos y Goblins. Los goblins son sistemáticamente perseguidos y asesinados, mientras que los orcos no asesinados en batalla son capturados y esclavizados.
Dos precuelas, tituladas Styx: Maestro de las Sombras (2014) y Styx: Fragmentos de la Oscuridad (2017), salió con Styx el duende como protagonista principal.

## Argumento
De Orcos y Hombres pone al jugador en el papel de Arkail, un soldado orco de élite perteneciente a la legendaria legión conocida como los Bloodjaws. Esta legión está formada por guerreros altamente capacitados, profundamente involucrados en la guerra entre los Orcos y los Goblins por un lado, y la Humanidad, sus perseguidores, por el otro. Como un veterano de innumerables y brutales batallas, Arkail recibe una misión crucial de su comandante: asesinar al Emperador, el hombre responsable del derramamiento de sangre, y así cambiar el curso de la guerra. Pronto, se une a Arkail un aliado inesperado pero indispensable: Styx, un goblin astuto y sagaz.
Arkail y Styx viajan a lo largo del imperio, donde muchos Orcos han sido esclavizados o se han convertido en traidores, uniéndose al imperio en su campaña de exterminio de todos los greenskins. Durante su travesía, ambos se encuentran con el padre de Arkail, quien está ayudando a la resistencia y planeando rescatar a Arkence, una hechicera que es la única capaz de guiarlos a la isla de Laments, donde el Emperador está ocupado con asuntos políticos. Arkail y Styx forman un equipo de Orcos y atacan la prisión donde Arkence está retenida. Tras una violenta lucha, logran rescatarla, pero a un alto costo: la vida de muchos de sus aliados. Con Arkence a salvo, escapan y navegan hacia la isla de Laments.
Al llegar a la isla, Arkail y Styx eliminan a los soldados que custodian el palacio. Finalmente, Arkail localiza al Emperador y lo mata, o bien, permite que Barimen, un partidario de la resistencia, lo haga. Sin embargo, Barimen tenía un propósito oculto: quería que Arkail eliminara al Emperador para ascender al trono y garantizar la colaboración de los Elfos y los Enanos en el genocidio de los greenskins. Después del asesinato, Arkail y Styx logran escapar de la isla, pero ahora se enfrentan a todo el poder del imperio, reforzado por sus nuevos aliados.
De regreso en "la Muralla", Arkail y Styx planean un ataque final: destruir el palacio con explosivos y asesinar a Barimen. Con el apoyo del padre de Arkail, Arkence, y un grupo de Orcos y Magos que han desertado del imperio, el dúo lidera el asalto. Luchan contra soldados y Orcos traidores antes de llegar a la sala del trono. Allí, Arkail acaba con Barimen y con el Gran Inquisidor, quien los ha perseguido a lo largo de toda su travesía. Las bombas se activan y el palacio se derrumba, permitiendo que miles de Orcos escapen de "la Muralla" y regresen a las regiones ocupadas por su pueblo para vivir en libertad.
Aunque el imperio ha ganado nuevos aliados y planea tomar represalias, los Orcos ahora tienen una mejor oportunidad de ganar la guerra. Arkail y Styx, por su parte, vislumbran un futuro más esperanzador tanto para ellos como para todos los oprimidos por el imperio.

## Gameplay
Aprovechando sus talentos naturales, los dos protagonistas tienen sus habilidades propias. El Orco la fuerza bruta y el Duende su sigilo y poderes oscuros, haciéndole el perfecto asesino.

## Recepción
- Metacritic PC: 69/100
- Metacritic PS3: 57/100
- Metacritic Xbox 360: 64/100
- Destruct PC: 8/10
- EuroG Xbox 360: 8/10
- GSpot PC: 7/10
- RPGamer Playstation 3: 2.0/5
- DigitallyDownloaded Playstation 3: 3.5/5